# Heilig Hartbeeld (Beers)
Het Heilig Hartbeeld is een standbeeld in de Nederlandse plaats Beers.

## Achtergrond
Het Heilig Hartbeeld werd in 1922 gemaakt door beeldhouwer Jan Custers en is geplaatst voor de Sint-Lambertuskerk.

## Beschrijving
Het beeld bestaat uit een Christusfiguur die staat op een halve bol. Hij is gekleed in een gedrapeerd gewaad en houdt zijn rechterhand zegenend geheven. Met zijn linkerhand wijst hij naar het vlammend Heilig Hart op zijn borst.
Het beeld staat op een hoge sokkel. Aan de voorzijde is een bronzen plaquette geplaatst met de tekst: 

H. HART VAN
JEZUS
zegen de Parochie
BEERS